# Tadeusz Vetulani
Tadeusz Vetulani (ur. 13 marca 1897 w Sanoku, zm. 24 lutego 1952 w Krakowie) – polski biolog i zootechnik, profesor nadzwyczajny Uniwersytetu Poznańskiego, profesor zwyczajny w zakresie szczegółowej hodowli zwierząt, badacz konika polskiego, inicjator prac hodowlanych nad restytucją tarpana leśnego, założyciel Zwierzyńca Koników Polskich typu Tarpana Leśnego w Puszczy Białowieskiej, autor ponad stu prac naukowych dotyczących między innymi bioróżnorodności. Kierownik kolejno: Zakładu Hodowli Zwierząt Uniwersytetu Stefana Batorego w Wilnie (1931–1935), Zakładu Szczegółowej Hodowli Zwierząt Uniwersytetu Poznańskiego (1935–1939; 1945–1951) i tegoż Zakładu w Wyższej Szkole Rolniczej w Poznaniu (1951–1952), od 1945 członek Państwowej Rady Ochrony Przyrody.
Studiował filozofię na Uniwersytecie Wiedeńskim (1915–1916), a następnie rolnictwo na Uniwersytecie Jagiellońskim (1919–1922), gdzie uzyskał stopień inżyniera. W latach 1919–1920 pracował jako agronom w polskich wojskowych formacjach pomocniczych. Od 1923 roku, pracując jako zarządca majątków na Lubelszczyźnie i w województwie krakowskim, podjął badania nad chłopskimi konikami z okolic Biłgoraja. W swojej rozprawie doktorskiej, obronionej w 1926 roku na Uniwersytecie Jagiellońskim pod kierunkiem Leopolda Adametza, sformułował hipotezę, że ów „rodzimy chłopski konik stanowi jedną z najbardziej pierwotnych form konia należącego do grupy koni wschodnich typu tarpana stepowego”. Tarpany żyły w formie dzikiej na ziemiach polskich i ukraińskich jeszcze w XIX wieku. Vetulani formę spod Biłgoraja nazwał konikiem polskim, wprowadzając to określenie na stałe do literatury hipologicznej.
Badania opublikowane w jego pracy habilitacyjnej pozwoliły na wyodrębnienie osobnej formy zoologicznej dzikiego konia określonej nazwą tarpana leśnego (Equus caballus gmelini forma silvatica Vetulani, 1928). W kolejnych latach Tadeusz Vetulani zainicjował prace nad restytucją tarpana leśnego w Puszczy Białowieskiej. Tam też od 1936 roku był organizatorem Zwierzyńca Koników Polskich typu Tarpana Leśnego i stosując metody doboru hodowlanego podjął próbę regeneracji dzikiego tarpana z materiału prymitywnych koników. W 1939 roku został wybrany członkiem Poznańskiego Towarzystwa Przyjaciół Nauk.
W czasie okupacji hitlerowskiej Tadeusz Vetulani przebywał i działał w Krakowie jako referent Polskiego Czerwonego Krzyża (1940–1943). Odrzucił wszelkie propozycje współpracy z okupantem uwarunkowane zadeklarowaniem narodowości włoskiej, w tym propozycję prowadzenia badań na Uniwersytecie Rzeszy w Poznaniu. Odmówił wstąpienia do komisji mającej przeprowadzić inspekcję grobów katyńskich, nie chcąc działać na rzecz propagandy hitlerowskiej.
Wybuch II wojny światowej zakłócił naukową i organizacyjno-hodowlaną aktywność Tadeusza Vetulaniego. Znaczna część zorganizowanej przez niego hodowli została wywieziona do Niemiec, gdzie została wykorzystana do eksperymentów naukowców niemieckich, Heinza i Lutza Hecków. Według późniejszych ocen, „rezultaty prac profesora Vetulaniego zostały zrabowane, a najcenniejszy materiał hodowlany skradziony i wywieziony do Niemiec. (...) Niemieckie kręgi naukowe i prywatne firmy przez długie lata bezpośrednio czerpały korzyści z rabunku prac profesora Vetulaniego”, który sam nazwał te działania „niezrozumiałą kampanią zniszczenia”.
W czerwcu 1945 roku powrócił do pracy na Uniwersytecie Poznańskim. Ponownie objął kierownictwo naukowe rezerwatu koników w Puszczy Białowieskiej, a także został powołany na członka Państwowej Rady Ochrony Przyrody. W latach 1946–1949 był członkiem Polskiego Towarzystwa Leśnego. W grudniu 1946 roku z ramienia Ministerstwa Leśnictwa prowadził działania rewindykacyjne mające na celu sprowadzenie do Polski około trzydziestu koników zagrabionych w czasie wojny z rezerwatu. Misja nie przyniosła spodziewanych efektów i do Polski powróciła jedynie nieznaczna część wywiezionych przez Niemców zwierząt.
Tadeusz Vetulani prowadził badania nad pochodzeniem koni krajowych, w szczególności koników polskich; a także nad pochodzeniem rodzimych ras zwierząt gospodarskich, nad mlecznością krów i nad owcami krajowymi w kierunkach produkcji wełny. Zajmował się działalnością na polu ochrony przyrody. W swoich pracach zwracał uwagę na zjawisko tworzenia lokalnych ras zwierząt gospodarskich, uznając to za element dziedzictwa kulturowego ludzkości. Był autorem ponad stu publikacji naukowych.
Dzięki swoim badaniom, a także pracom hodowlanym w kierunku zachowania pierwotnego materiału genetycznego populacji koników polskich, uważanych za bezpośrednich potomków tarpana, był określany jako „jeden z prekursorów badań nad bioróżnorodnością w skali światowej” oraz „ojciec konika polskiego”. Wśród jego uczniów był szereg naukowców, związanych w późniejszych latach głównie z Wydziałem Hodowli i Biologii Zwierząt Wyższej Szkoły Rolniczej w Poznaniu.
Zmarł 24 lutego 1952 roku, w wieku niespełna pięćdziesięciu pięciu lat, w czasie pobytu naukowego w Krakowie, w wyniku rozległego zawału serca. W 2002 ustanowiony został Medal im. Profesora Tadeusza Vetulaniego.

## Życiorys

### Młode lata i edukacja

Rodzina Vetulanich w Sanoku, około 1910, w kilka lat po śmierci Romana Vetulaniego – ojca Tadeusza
W pierwszym rzędzie, od lewej: Adam Vetulani (stoi), Helena Kunachowicz z domu Kadłubowska (babka Tadeusza), Elżbieta Karolina Vetulani z domu Kunachowicz, Elżbieta Vetulani (siedzą); w drugim rzędzie, od lewej stoją: Tadeusz, Maria, Kazimierz i Zygmunt Vetulani

Urodził się 13 marca 1897 roku w Sanoku. Był synem Romana Vetulaniego, profesora gimnazjalnego, i Elżbiety Karoliny z Kunachowiczów (1867–1948). Miał pięcioro rodzeństwa: braci Kazimierza (1889–1941), Zygmunta (1894–1942) i Adama (1901–1976), oraz siostry Marię (magister nauk ekonomicznych, urzędniczkę prywatną Banku Rolnego w Krakowie, 1895–1945) i Elżbietę (1903–1921, zmarłą na gruźlicę).
Rodzina Vetulanich zamieszkiwała w Sanoku, w domu przy ulicy Floriańskiej i w Willi Zaleskich przy placu św. Jana. W 1906 roku Roman Vetulani zmarł na zawał serca, osieracając sześcioro dzieci, w tym dziewięcioletniego Tadeusza. Jedyną żywicielką rodziny pozostała matka Elżbieta, która otrzymała rentę po zmarłym mężu. Na początku XX wieku Vetulaniowie zamieszkiwali w Sanoku przy ulicy Podgórze w domu pod numerem konskrypcyjnym 284.

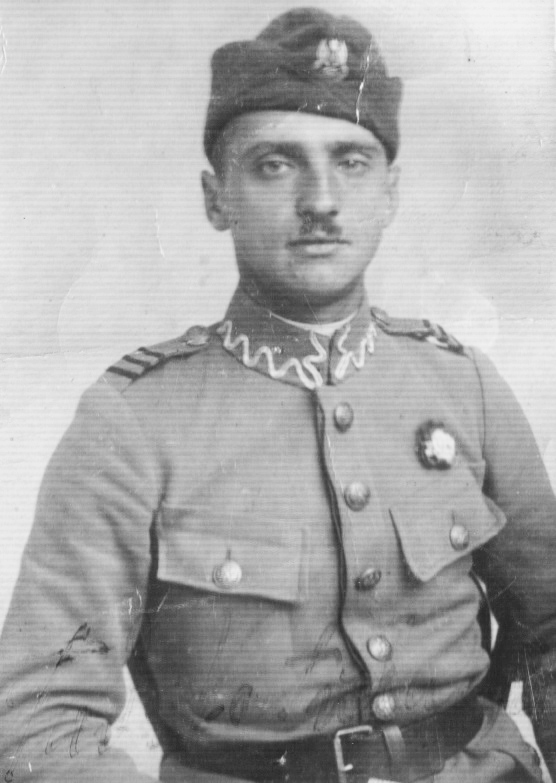
Tadeusz Vetulani w mundurze Polskiej Armii Ochotniczej, 1920

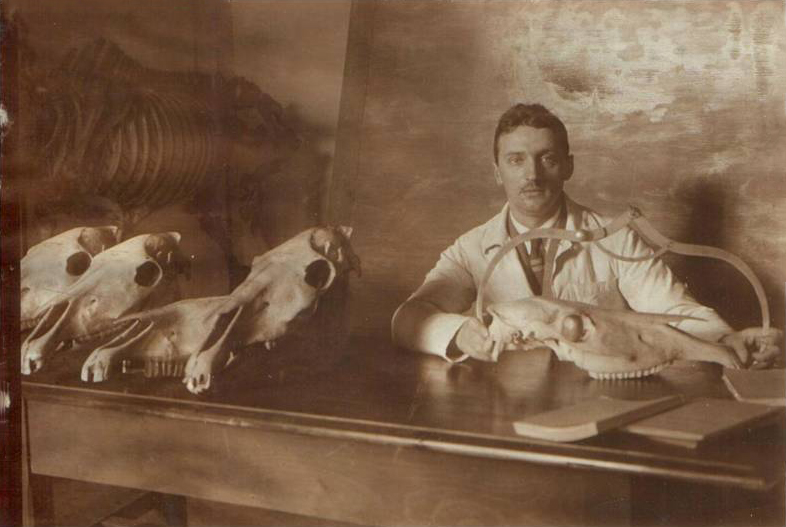
Tadeusz Vetulani, lata 20. XX wieku

Tadeusz Vetulani do 1914 roku ukończył w Sanoku szkołę powszechną oraz siedem klas Gimnazjum Męskiego im. Królowej Zofii. Do klasy ósmej gimnazjum uczęszczał początkowo w Cieszynie, a następnie w Wiedniu, gdzie w 1915 roku złożył egzamin dojrzałości z odznaczeniem. W latach 1915–1916 studiował filologię klasyczną, germanistykę oraz filozofię na Uniwersytecie Wiedeńskim. Podjął pracę w Zarządzie Oddziału Wiedeńskiego Polskiego Archiwum Wojskowego, instytucji o charakterze niepodległościowym.
Od sierpnia 1916 do listopada 1918 roku służył w wojsku austro-węgierskim, początkowo w macierzystym 45 pułku piechoty, następnie wskutek przebytej w wojsku choroby nerek w różnych formacjach pomocniczych. Po odzyskaniu przez Polskę niepodległości zgłosił się jako ochotnik do polskich wojskowych formacji pomocniczych. W związku z tym że podupadł na zdrowiu, został uznany za niezdatnego do służby i zwolniony od służby czynnej w armii polskiej. Od 8 listopada 1918 do 20 kwietnia 1919 roku pracował jako agronom (adiunkt gospodarczy) w Wojskowym Oddziale Odbioru Bydła w Pogórzu-Wiśle, dziale hodowlanym polskich formacji pomocniczych. Ponownie zgłosił się jako ochotnik do służby w czasie wojny polsko-bolszewickiej, i w tym samym co poprzednio charakterze pracował w 1920 roku w Krakowie w ramach Batalionu Ochotniczego Wartowniczego.
Od maja 1919 roku kontynuował naukę w Studium Rolniczym przy Wydziale Filozoficznym Uniwersytetu Jagiellońskiego, gdzie w 1922 roku uzyskał stopień inżyniera rolnictwa. Porzucił wcześniejsze plany studiowania filozofii, które wobec aktualnej sytuacji kraju miały wydawać mu się „zbyt oderwane od potrzeb ówczesnego życia praktycznego”. W czasie studiów odbywał praktyki rolnicze, a także brał czynny udział w rozwoju i działalności Kółka Rolników Wszechnicy Jagiellońskiej, w którym był trzykrotnie członkiem zarządu, a następnie także prezesem w roku akademickim 1921/1922. Jako prezes Kółka Rolników zabiegał o przyznawanie tytułu inżyniera dla kończących UJ rolników. Na I Ogólnopolskim Zjeździe Młodzieży Akademickiej w 1920 roku reprezentował wszystkie koła naukowe Wydziału Filozoficznego UJ.

### Początek prac nad konikiem polskim
Po studiach praktykował jako agronom, pełniąc obowiązki zarządcy majątków w Woli Sławińskiej w województwie lubelskim (od sierpnia 1922 do lipca 1923 roku), a następnie w Polance Wielkiej w województwie krakowskim (od lipca 1923 do listopada 1924 roku). Z inspiracji profesora Leopolda Adametza w 1923 roku rozpoczął prace badawcze nad chłopskimi konikami z okolic Biłgoraja, zbierając materiały do pracy doktorskiej. Poza pracą zawodową poświęcał czas na działalność społeczno-oświatową na rzecz ludności wiejskiej.
Począwszy od 1925 roku Tadeusz Vetulani poświęcił się całkowicie pracy naukowej. Od lutego do sierpnia 1925 roku pracował jako młodszy asystent w Zakładzie Hodowli Zwierząt w Szkole Głównej Gospodarstwa Wiejskiego w Warszawie. Od 1 września 1925 do 1 lutego 1931 był starszym asystentem Zakładu Szczegółowej Hodowli Zwierząt Uniwersytetu Poznańskiego.

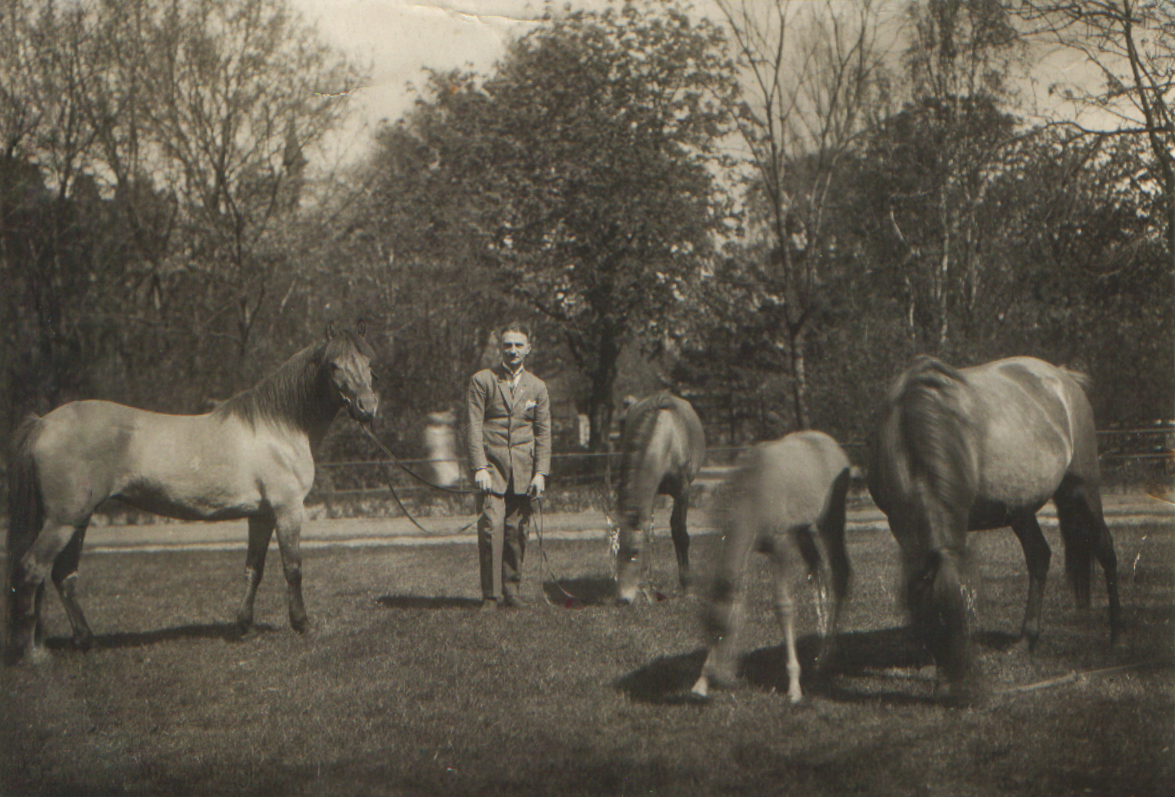
Tadeusz Vetulani z konikami polskimi w poznańskim zoo, 1926

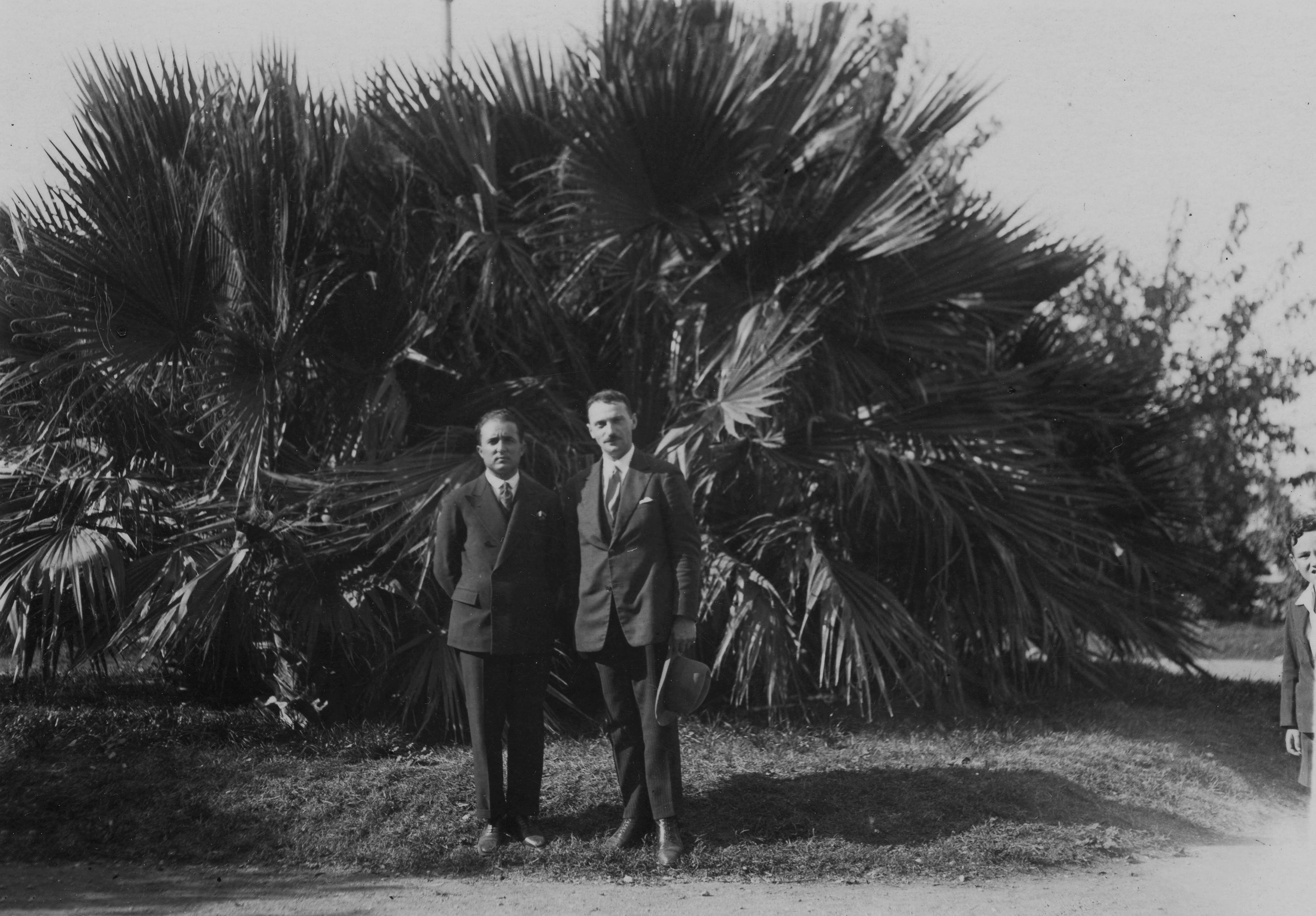
Tadeusz Vetulani (z prawej) w towarzystwie tłumacza podczas podróży do Turcji, gdzie prowadził badania nad typami koni arabskich, lata 30. XX wieku

W 1926 roku uzyskał stopień naukowy doktora z zakresu rolnictwa na Uniwersytecie Jagiellońskim na podstawie dysertacji Badania nad konikiem polskim z okolic Biłgoraja napisanej pod kierunkiem prof. Leopolda Adametza. W pracy tej sformułował hipotezę, że „rodzimy chłopski konik stanowi jedną z najbardziej pierwotnych form konia należącego do grupy koni wschodnich typu tarpana stepowego”, a także wprowadził nazwę konik polski do literatury hipologicznej.
Był członkiem, a w latach 1926–1928 sekretarzem Towarzystwa Popierania Polskiej Nauki Rolnictwa i Leśnictwa. W 1928 roku został powołany na członka Komisji Fizjograficznej Polskiej Akademii Umiejętności. We wrześniu 1928 rozpoczął roczny urlop naukowy, który przeznaczył na studia w Dziale Morfologii Doświadczalnej Państwowego Instytutu Naukowego Gospodarstwa Wiejskiego w Puławach.
W 1929 roku habilitował się na Uniwersytecie Poznańskim w zakresie ogólnej i szczegółowej hodowli zwierząt i uzyskał tam stopień docenta na podstawie pracy Dalsze badania nad konikiem polskim. Badania opublikowane w jego pracy habilitacyjnej pozwoliły na wyodrębnienie osobnej formy zoologicznej dzikiego konia określonej nazwą tarpana leśnego (Equus caballus gmelini forma silvatica Vetulani, 1928). Choć dzikie tarpany żyły w na ziemiach polskich i ukraińskich jeszcze w XIX wieku, forma ta zanikła na skutek mieszania z lokalnymi koniami gospodarskimi. Forma opisana przez Vetulaniego została uznana przez szereg współczesnych mu zoologów oraz hipologów i jest uznawana do dzisiaj.
Od lutego 1931 roku do sierpnia 1935 roku, urlopowany z Uniwersytetu Poznańskiego, pełnił funkcję zastępcy profesora (docenta) i Kierownika Zakładu Hodowli Zwierząt Uniwersytetu Stefana Batorego w Wilnie. Interesował się stosunkami gospodarczymi w zakresie rolnictwa na Wileńszczyźnie. Był członkiem i prezesem Związku Zawodowego Rolników z Wyższym Wykształceniem w Wilnie. Równolegle do działalności badawczej „profesor zaangażowany był w organizowanie szkolnictwa rolniczego na poziomie akademickim i niejednokrotnie wypowiadał się publicznie w sprawach polityki gospodarczej w zakresie rolnictwa, nie stroniąc od aspektów socjopolitycznych. Przykładem tej aktywności był współudział w przygotowaniu w 1934 roku memoriału Związku Zawodowego Rolników z Wyższym Wykształceniem w sprawie utrzymania i dalszej rozbudowy Studium Rolniczego Uniwersytetu Stefana Batorego w Wilnie. Sprawę tę uznano za szczególnie ważną dla polskiej młodzieży spoza kordonu, w szczególności z Litwy, Łotwy i Rosji, a nawet Estonii”.

### Organizacja rezerwatu konia leśnego w Puszczy Białowieskiej
We wrześniu 1935 roku został mianowany profesorem nadzwyczajnym Uniwersytetu Poznańskiego i objął tam kierownictwo Zakładu Szczegółowej Hodowli Zwierząt na Wydziale Przyrodniczo-Matematycznym.
Na fali rozgłosu, jaki towarzyszył opisaniu europejskiego tarpana leśnego (Equus cab. gmelini Ant. forma silvatica Vet.) i uznaniu go przez czołowych zoologów i equidologów ówczesnej Europy, Tadeusz Vetulani rozpoczął wdrażać w życie ideę regeneracji tarpana leśnego w Puszczy Białowieskiej.
W maju 1933 roku na posiedzeniu Polskiego Oddziału Międzynarodowego Towarzystwa Ochrony Żubra w Poznaniu wystąpił po raz pierwszy z wnioskiem „o wprowadzenie kilku szczególnie typowych okazów konika polskiego typu tarpana leśnego z okolic Biłgoraja do Puszczy Białowieskiej”. W 1934 roku zwrócił się o poparcie swojej inicjatywy do Sekcji Ochrony Przyrody XIV Zjazdu Lekarzy i Przyrodników w Poznaniu. Równocześnie rozwijał tę myśl na łamach prasy codziennej oraz fachowej prasy hodowlanej. Pomysł od początku wzbudził zainteresowanie, m.in. z racji na fakt, że w latach międzywojennych hodowla koni należała do najważniejszych dziedzin gospodarki, i to zarówno ze względu na rolę dla rolnictwa, jak i dla armii w znacznej części opartej na kawalerii oraz transporcie konnym.
Działania Vetulaniego zaowocowały wydaniem w 1935 roku przez władze zezwolenia na „założenie w Puszczy Białowieskiej rezerwatu koników polskich, utrzymywanych na dziko z możliwie najmniejszą ingerencją w ich życie ze strony człowieka”, oraz założeniem w roku następnym Zwierzyńca Koników Polskich typu Tarpana Leśnego w Puszczy Białowieskiej. Pięć pierwszych klaczy zostało wprowadzonych do rezerwatu 9 lutego 1936 roku, wkrótce potem dołączyły do nich dwa ogiery. Vetulani osobiście nadzorował wprowadzenie do rezerwatu pierwszych koni. Rezerwat, położony na terenie Nadleśnictwa Gródek, miał powierzchnię czterech hektarów.
6 lipca 1937 roku całe stado zostało przeprowadzone do nowego rezerwatu o powierzchni trzydziestu sześciu hektarów. W 1939 roku w półdzikim tabunie żyło już trzydzieści pięć koni. Profesor Tadeusz Vetualni w Białowieży bywał niejednokrotnie. We wrześniu 1937 roku Vetulani był inicjatorem wizyty Feliksa Nowowiejskiego w Puszczy Białowieskiej. Podczas ostatniej wizyty przed wybuchem wojny, w dniach 8–18 lipca 1939 roku, naocznie stwierdził pierwsze przypadki stojącej grzywy u trzech pierwszych źrebiąt, urodzonych w marcu i kwietniu tegoż roku.
Vetulani uczestniczył w kongresach, konferencjach i zjazdach krajowych i międzynarodowych. Odbył szereg wyjazdów i podróży naukowych w kraju, jak i zagranicą m.in. do Turcji (1929, 1934), Wiednia i na Morawy (1931), do Rumunii (1933), Tyrolu (1937), Niemiec i powtórnie na Morawy (1938) oraz do Szwajcarii (1938, 1939). W Anatolii prowadził badania nad typami koni arabskich. W 1939 roku reprezentował Polskę na Kongresie Hodowlanym w Zurychu. W celach naukowych organizował spotkania z naukowcami zagranicznymi m.in. z dr inż. Robertem Schulze z Wiednia (1932/1933, 1937) i z prof. Leopoldem Adametzem (1936). W 1938 roku został współredaktorem niemieckiego czasopisma Zeitschrift für Züchtungsbiologie. Był współpracownikiem redakcji Polskiego Słownika Biograficznego. W 1939 roku został wybrany członkiem Poznańskiego Towarzystwa Przyjaciół Nauk.

### II wojna światowa – działalność w Polskim Czerwonym Krzyżu
II wojna światowa i okupacja w zasadniczym stopniu zakłóciły dotychczasową aktywność naukową i organizacyjno-hodowlaną Vetulaniego. W 1939 roku Niemcy zaproponowali mu możliwość kontynuowania badań, wykorzystanie jego włoskiego pochodzenia i pracę na Uniwersytecie Rzeszy w Poznaniu. Profesor odrzucił tę propozycję i narażając życie, zdecydował się na wyjazd do Krakowa. Tam przebywał aż do zakończenia wojny.
Dzięki opublikowaniu najważniejszych prac w języku niemieckim, osiągnięciami Vetulaniego, a zwłaszcza pracami nad konikiem, interesowano się w III Rzeszy. W okupacyjnych warunkach koniki, jak i rezultaty badań nad nimi, zostały w sposób zaplanowany i zorganizowany zrabowane przez grupę hitlerowskich naukowców. Niemcy wywieźli trzydzieści trzy najlepsze koniki, z tego dwadzieścia osiem koników zostało wywiezionych w lutym 1940 roku, pod nadzorem prof. Lutza Hecka, szefa Głównego Urzędu Ochrony Przyrody III Rzeszy, a dalsze pięć sztuk w 1943 roku. Zwierzęta następnie posłużyły do eksperymentów Heinza i Lutza Hecków i opracowaniu przez nich nowej formy, tzw. Heck horse (koń Hecków).
Tadeusz Vetulani w latach 1940–1943 pracował w Krakowie w charakterze referenta Polskiego Czerwonego Krzyża. Był rzecznikiem PCK wobec władz okupacyjnych oraz sprawował opiekę nad polskimi jeńcami wojennymi. Odmówił wstąpienia do komisji powołanej w celu inspekcji grobów katyńskich, nie chcąc przysłużyć się propagandzie hitlerowskiej.
Od września 1943 roku był zatrudniony w Zarządzie majątku Górka Narodowa i Witkowice firmy K. Buczyński i Synowie oraz w krakowskiej firmie ogrodniczo-nasiennej. Od początku pobytu w Krakowie opiekował się również zamieszkałą tam rodziną swojego młodszego brata Adama Vetulaniego, przebywającego wówczas na internowaniu w Szwajcarii.
W 1942 roku badania Tadeusza Vetulaniego nad konikami polskimi były komentowane na łamach czasopisma Nature.

### Działalność powojenna – misja rewindykacyjna i odtworzenie rezerwatu

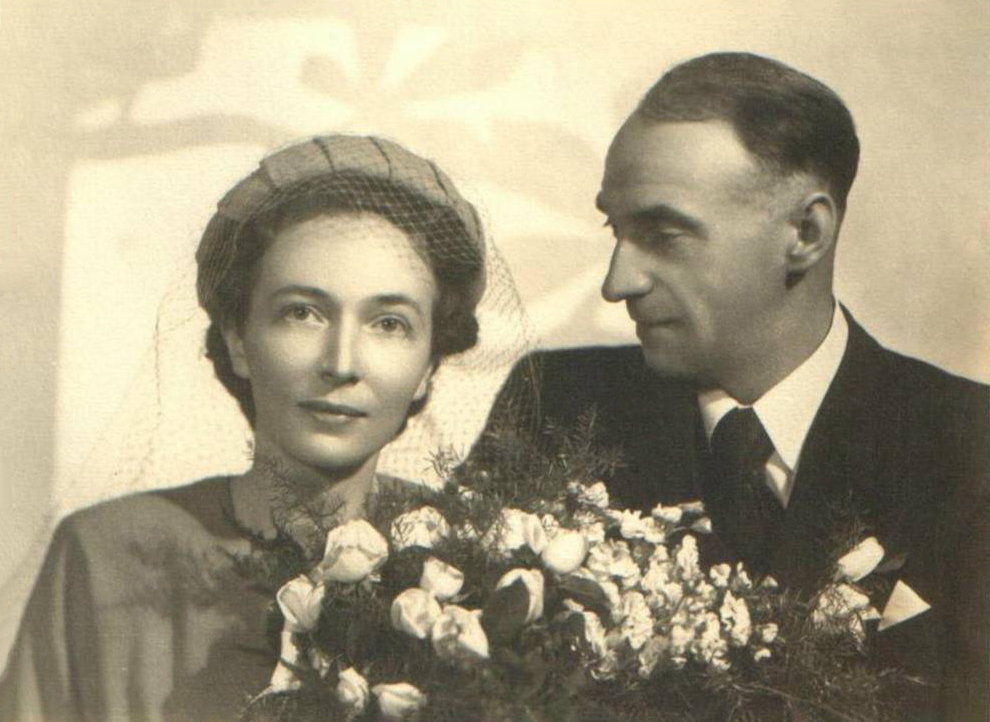
Fotografia ślubna Tadeusza Vetulaniego i Marii Godlewskiej, 1949

W styczniu 1945 roku przystąpił do pracy w Zarządzie Tymczasowej Komisji Administracyjnej Uniwersytetu Poznańskiego i Akademii Handlowej w Poznaniu, którą powołali przebywający w Krakowie poznańscy profesorowie, docenci, asystenci i pracownicy administracji. Został także powołany przez Wojewódzki Urząd Ziemski w Krakowie do pracy hodowlano-społecznej. W czerwcu 1945 wznowił swą działalność na stanowisku kierownika Zakładu Szczegółowej Hodowli Zwierząt na Uniwersytecie Poznańskim.
W tym samym roku został wyznaczony przez Ministerstwo Leśnictwa do wyjazdu na teren sowieckiej strefy okupacyjnej Niemiec w sprawie rewindykacji koników zagrabionych przez Niemców z Puszczy Białowieskiej. Dotarł do Berlina i Sahorfheide. Występował z referatem dotyczącym Puszczy Białowieskiej w stołówce Polskiej Komisji Rewindykacyjnej w Berlinie. W misji rewindykacyjnej napotkał szereg trudności, m.in. związanych z brakiem możliwości uzyskania niezbędnych wiz dyplomatycznych do angielskiego i amerykańskiego sektora okupacyjnego. Akcja przyniosła bardzo niewielki skutek i do Polski powróciła jedynie nieznaczna część wywiezionych przez okupanta koników.
Tadeusz Vetulani w 1945 roku został powołany na członka Państwowej Rady Ochrony Przyrody i objął kierownictwo naukowe rezerwatu koników w Puszczy Białowieskiej, podlegającego bezpośrednio kompetencji Biura Ochrony Przyrody Ministerstwa Leśnictwa. W odstępach półrocznych odbywał lustracje rezerwatu. W wyniku grabieży, „stan koników rezerwatowych w październiku 1945 roku wynosił tylko piętnaście sztuk, przeważnie mniej wartościowego przychówka wojennego”. Wobec utraty większości materiału hodowlanego, koniecznym okazało się podjęcie niemal od zera odbudowy warsztatu naukowego. Dzięki wsparciu współpracowników i uczniów w ciągu pięciu lat udało się w znacznym stopniu odtworzyć stan przedwojenny, choć pewne straty okazały się bezpowrotne.
W latach 1946–1949 był członkiem Polskiego Towarzystwa Leśnego. Od 1948 roku był sekretarzem Wydziału Matematyczno Przyrodniczego Poznańskiego Towarzystwa Przyjaciół Nauk. Był także członkiem Komitetów: Fizjograficznego, Biologicznego oraz Komitetu Nauk Rolniczych i Leśnych PTPN. W 1949 roku został członkiem Komisji Nauk Rolniczo-Leśnych Wydziału Matematyczno-Przyrodniczego Polskiej Akademii Umiejętności. Był członkiem Zarządu Oddziału Poznańskiego Polskiego Towarzystwa Przyrodników im. Kopernika oraz członkiem Zarządu Polskiego Towarzystwa Zoobotanicznego.
W 1949 roku otrzymał tytuł profesora zwyczajnego w zakresie szczegółowej hodowli zwierząt na Wydziale Rolniczo-Leśnym Uniwersytetu Poznańskiego. Po wydzieleniu Wydziału Rolniczego ze struktur Uniwersytetu Poznańskiego i przekształceniu w Wyższą Szkołę Rolniczą, został kierownikiem Katedry Szczegółowej Hodowli Zwierząt na Wydziale Zootechnicznym tej uczelni.
5 czerwca 1949 roku poślubił Marię Godlewską (1910–1995), chirurga stomatologa, doktor nauk medycznych (córkę Jana Nepomucena Godlewskiego i Jadwigi z domu Porowskiej; siostrę rolnika i hodowcy Władysława Godlewskiego). W 1950 roku urodził się ich syn Zygmunt.
Był inwigilowany przez Urząd Bezpieczeństwa. W okresie kampanii referendalnej w 1946 roku funkcjonariusze UB odnotowali, że Tadeusz Vetulani nawoływał do odpowiedzi „nie” na wszystkie pytania. Władze państwowe zaczęły wyraźnie okazywać Vetulaniemu brak przychylności ze względu na jego „niesłuszne” pochodzenie społeczne, przedwojenne związki z kręgami wojskowymi oraz zaangażowanie w pracę szeregu organizacji społecznych i zawodowych, także ziemiańskich, w II Rzeczypospolitej. Kulminowało to „atmosferą nagonki”, gdy „czynniki wyższe” w Warszawie nie dopuściły do przyznania mu urlopu zdrowotnego, jak i wyjazdu do sanatorium, zalecanego przez lekarzy z uwagi na jego chorobę serca. Ówczesny rektor Uniwersytetu Poznańskiego Kazimierz Ajdukiewicz wbrew decyzji Ministerstwa Szkół Wyższych i Nauki przyznał wówczas profesorowi krótki urlop zdrowotny.
Wkrótce potem, 24 lutego 1952 roku, w czasie pobytu naukowego w Krakowie, Tadeusz Vetulani zasłabł podczas pracy w laboratorium profesora Zygmunta Grodzińskiego i zmarł tego samego dnia w Krakowie w wyniku rozległego zawału serca. W chwili śmierci miał pięćdziesiąt pięć lat. Został pochowany trzy dni później, 27 lutego 1952 na cmentarzu Rakowickim.

## Praca naukowa
Wśród bliskich i współpracowników Tadeusz Vetulani miał opinię osoby „o wielkiej, graniczącej z pedanterią, skrupulatności w pracy i życiu”.

## Uczniowie
Tadeusz Vetulani po uzyskaniu stanowiska kierownika katedry przystąpił do tworzenia zespołu badawczego. Pozostawił po sobie szereg uczniów i następców, którzy kontynuowali jego pracę. Byli wśród nich profesorowie Wydziału Zootechnicznego Wyższej Szkoły Rolniczej w Poznaniu, w tym: Stefan Alexandrowicz, Witold Folejewski, Zdzisław Śliwa, Jerzy Gedymin, Antoni Kaczmarek i Jerzy Zwoliński.
Pod jego kierownictwem odbyły się w latach 1945–1951 dwie habilitacje i trzy przewody doktorskie. Vetulani był także promotorem sześćdziesięciu sześciu prac magisterskich.

## Publikacje

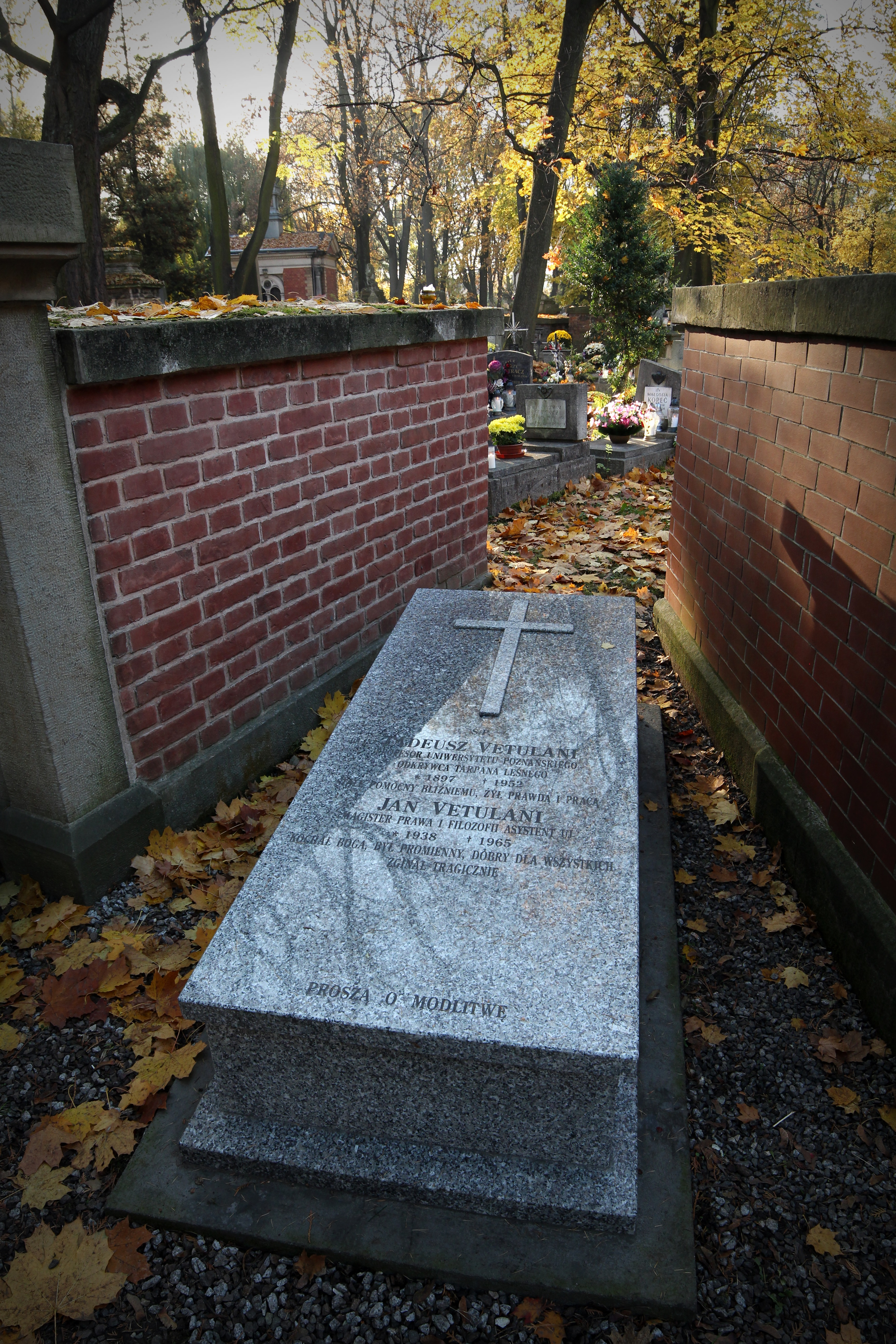
Grób Tadeusza i Jana Vetulanich na cmentarzu Rakowickim

- Badania nad konikiem polskim z okolic Biłgoraja (1925)
- Znaczenie konika polskiego w nauce i hodowli (1927)
- Dalsze badania nad konikiem polskim (1928)
- Przyczynek do poznania stosunków rolniczych w Turcji (1930)
- Hodowla koni w Turcji (1930)
- Sprawozdanie z podróży naukowej do Turcji (1931)
- Untersuchungen über das Wachstum der Säugetiere in Abhängigkeit von der Anzahl zusammengehaltener Tiere, Biol. Generalis, 7: 71–98 (1931)
- Wstęp do badań nad typami koni arabskich w Turcji (1932)
- Pochodzenie i przynależność rasowa konia z kurhanu z okolic Wilna na podstawie charakterystyki czaski (1932)
- Przyczynek do charakterystyki i pochodzenia domowych kóz anatolijskich (1933)
- Wyjaśnienia z powodu „Poprawek hipologicznych” Edwarda Skorkowskiego (1933)
- Komentarze do dwóch prac o pochodzeniu koni (1933)
- Uwagi o niektórych zagadnieniach hodowlanych ziem północno-wschodnich Polski (1935)
- Niektóre dane dotyczące hodowli bydła czerwonego polskiego w Małopolsce (1935)
- W sprawie kur antokolek (1936)
- Le Tarpan sylvestre récemment introduit dans la forêt de Białowieża: communication de T. Vetulani (1936)
- Zakład hodowli zwierząt U. S. B. w Wilnie w okresie pierwszych pięciu lat swej działalności (1936)
- Die Wiedereinführung des Waldtarpans in den Urwald von Białowieża (Bialowies) (1936)
- Wyższa Akademia Rolnicza w Ankarze (wspomnienia z roku 1934, Roczniki Nauk Rolniczych i Leśnych, T. 38 (1937)
- Charakteristik der Tierzuchverhältnisse mancher Gegenden Nordost-Anatoliens (1937)
- Beitrag zur Kenntnis der anatolischen Schafrassen
- Beitrag zu Charakteristik und Abstammung der anatolischen Hausziegen
- Wstęp do badań nad typami koni arabskich w Turcji
- Wzrost zwierząt ssących w zależności od ilości trzymanych razem osobników
- Doświadczenia nad dziedziczeniem ciężaru ciała odraz niektórych wymiarów ciała w stadium noworodka
- Wzdłuż Anatolii (1937)
- Badania nad składem i stopniem szlachetności wełny używanych kożuchów owczych jako podstawa oceny wartości kożuchowej owiec różnych ras (1937)
- Wnioski praktyczne z badań nad pochodzeniem zwierząt domowych (konie) (1948)
- O regeneracji tarpana leśnego w Puszczy Białowieskiej (1948)
- Niektóre materiały zoologiczne do badań nad pochodzeniem koni (1949)
- Źródła do problemu dzikich koni europejskich w czasach historycznych ze szczególnym uwzględnieniem dzikiego tarpana leśnego (1949)
- Głos ze Związku Radzieckiego w sprawie miejscowych koni prymitywnych (1950)
- Na drodze do odhodowania krótkiej stojącej grzywy u koników polskich typu tarpana leśnego w rezerwacie Puszczy Białowieskiej (1957)
- Problema tarpana na fonie nowiejszych rabot Akademii Nauk SSSR po istorii łoszandiej w starom swietie

### Tłumaczenia
- Karl Kronacher, Carl von Patow, Uwagi o pracy Chr. Wriedta „Zasady doboru hodowlanego bydła mlecznego” (1930)
- Leopold Adametz, Krytyczny referat o wartości kożuchowej owiec różnych ras (1938)

Opracowano na podstawie materiału źródłowego.

## Odznaczenia

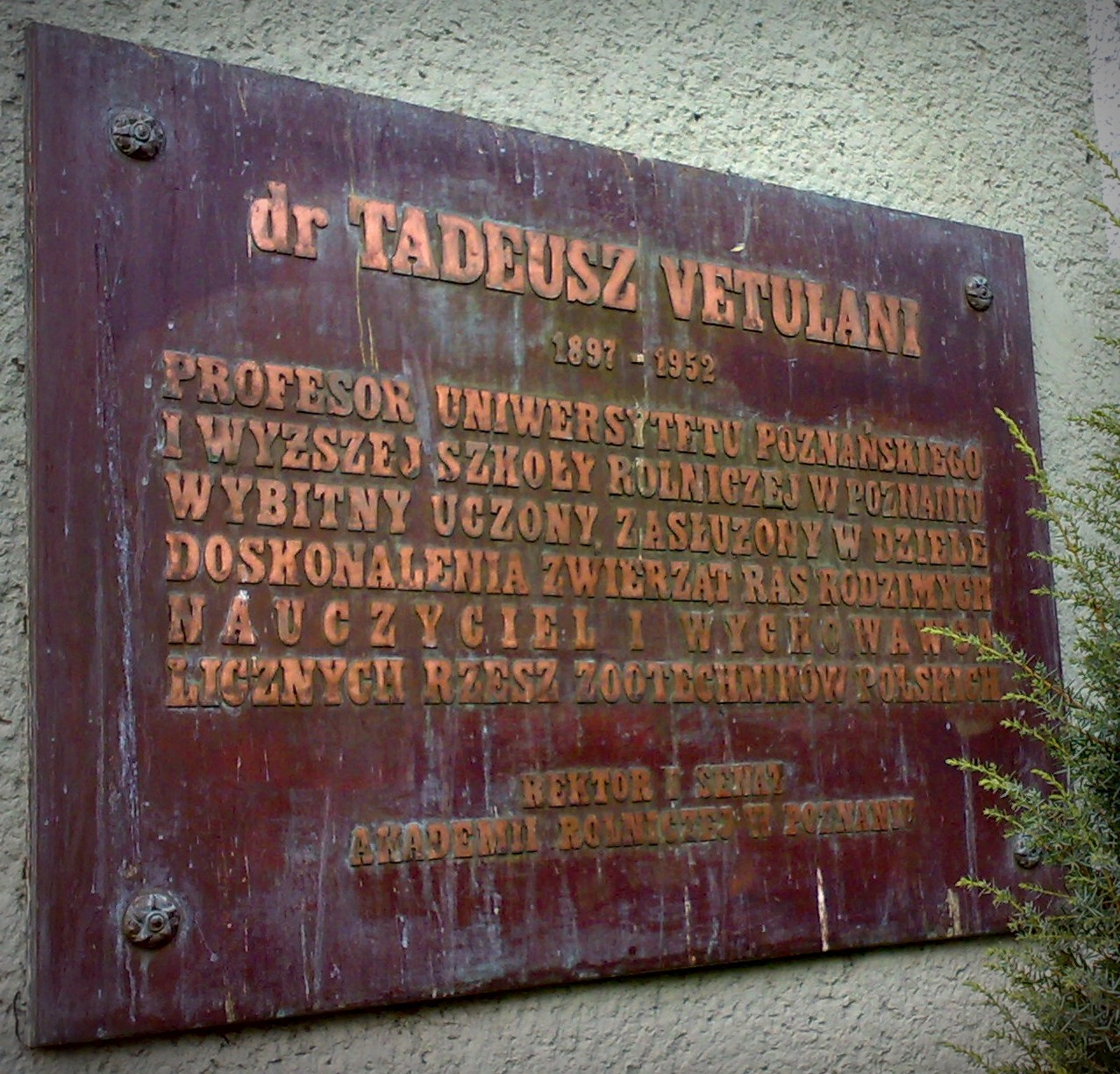
Tablica upamiętniająca Tadeusza Vetulaniego w Poznaniu

- Medal Brązowy za Długoletnią Służbę[16]

## Upamiętnienie i spuścizna
Na wniosek rektorów Uniwersytetu Poznańskiego i Akademii Rolniczej w Poznaniu oraz środowisk naukowych tych uczelni, jego imieniem została nazwana jedna z ulic w Poznaniu, na osiedlu Świerczewo. Tablice upamiętniające Tadeusza Vetulaniego zostały wmurowane przy Akademii Rolniczej w Poznaniu oraz przy Muzeum Narodowym Rolnictwa i Przemysłu Rolno-Spożywczego w Szreniawie.
Podczas procesu zmian nazw ulicy w Sanoku w maju 1989 zaproponowano nazwanie jednej z odnóg ulicy Wincentego Witosa w dzielnicy Dąbrówka „ulicą Vetulanich”. Ulica pod taką nazw w ww. dzielnicy widnieje w źródłach urzędowych z 1990, jednak współcześnie nie ma już jej w wykazie ulic miasta Sanoka.
W 2002 roku, w związku z pięćdziesiątą rocznicą śmierci Tadeusza Vetulaniego, w dowód uznania jego wkładu w rozwój badań z zakresu nauk zootechnicznych, Rada Wydziału Hodowli i Biologii Zwierząt Akademii Rolniczej w Poznaniu ustanowiła Medal im. Profesora Tadeusza Vetulaniego, przyznawany naukowcom i praktykom szczególnie zasłużonym w działaniach na rzecz bioróżnorodności zwierząt gospodarskich. Również w związku z pięćdziesiątą rocznicą śmierci Tadeusza Vetulaniego, 4 października 2002 roku w hallu Wydziału Zootechniki Akademii Rolniczej w Poznaniu została zorganizowana wystawa poświęcona uczonemu, będąca prezentacją materiałów archiwalnych z jego spuścizny.
W dniach 7 grudnia 2012 – 31 stycznia 2013 w muzeum Białowieskiego Parku Narodowego zaprezentowana została wystawa Tadeusz Vetulani (1897–1952), zorganizowana przez BPN we współpracy z Uniwersytetem im. Adama Mickiewicza w Poznaniu. Na ekspozycję złożyło się osiem tablic prezentujących sylwetkę Tadeusza Vetulaniego, jego życiorys, zainteresowania badawcze i dokonania naukowe; a także pięć gablot, w których zaprezentowane zostały pamiątki po uczonym: oryginalne dokumenty, w tym pergaminowy dyplom potwierdzający akt nadania mu tytułu doktora nauk agronomii, zdjęcia, a także jego rzeczy osobiste i publikacje. Kuratorami wystawy byli Zygmunt Vetulani (syn Tadeusza Vetulaniego) oraz Ewa Moroz-Keczyńska (kustosz muzeum BPN).
W styczniu 2024 we Floriance została otwarta wystawa poświęcona Tadeuszowi Vetulani. W jej skład weszły tablice informacyjne zawieszone na zabudowaniach stajni koników polskich w hodowli „Ostoja” prowadzonej przez Roztoczański Park Narodowy od 1982.
Spuścizna i materiały Tadeusza Vetulaniego zostały przekazana przez Zygmunta Vetulaniego do poznańskiego Oddziału Archiwum Polskiej Akademii Nauk.

## Rodzina
Rodzina Vetulanich
|  |  |                    |                    |                    |                    |                    |                    |  |  |              |              |              |              |                    |                    |                    |                    | Michał Vetulani    | Michał Vetulani    | Michał Vetulani | Michał Vetulani | Michał Vetulani  | Michał Vetulani  |                  |                  | Franciszka Śliwińska | Franciszka Śliwińska | Franciszka Śliwińska | Franciszka Śliwińska | Franciszka Śliwińska | Franciszka Śliwińska |                           |                           |                           |                           |                           |                           |                      |                      |                                 |                                 |                                 |                                 |                                 |                                 |  |  |                            |                            |                            |                            |                            |                            |               |               |                |                |                    |                    |                    |                    |                    |                    |                 |                 |                 |                 |                 |                 |                |                |  |  |                 |                 |                     |                     |                     |                     |                     |                     |                         |                         |                                |                                |                                |                                |                                |                                |                  |                  |                  |                  |                  |                  |  |  |  |  |  |  |  |  |  |  |
|  |  |                    |                    |                    |                    |                    |                    |  |  |              |              |              |              |                    |                    |                    |                    | Michał Vetulani    | Michał Vetulani    | Michał Vetulani | Michał Vetulani | Michał Vetulani  | Michał Vetulani  |                  |                  | Franciszka Śliwińska | Franciszka Śliwińska | Franciszka Śliwińska | Franciszka Śliwińska | Franciszka Śliwińska | Franciszka Śliwińska |                           |                           |                           |                           |                           |                           |                      |                      |                                 |                                 |                                 |                                 |                                 |                                 |  |  |                            |                            |                            |                            |                            |                            |               |               |                |                |                    |                    |                    |                    |                    |                    |                 |                 |                 |                 |                 |                 |                |                |  |  |                 |                 |                     |                     |                     |                     |                     |                     |                         |                         |                                |                                |                                |                                |                                |                                |                  |                  |                  |                  |                  |                  |  |  |  |  |  |  |  |  |  |  |
|  |  |                    |                    |                    |                    |                    |                    |  |  |              |              |              |              |                    |                    |                    |                    |                    |                    |                 |                 |                  |                  |                  |                  |                      |                      |                      |                      |                      |                      |                           |                           |                           |                           |                           |                           |                      |                      |                                 |                                 |                                 |                                 |                                 |                                 |  |  |                            |                            |                            |                            |                            |                            |               |               |                |                |                    |                    |                    |                    |                    |                    |                 |                 |                 |                 |                 |                 |                |                |  |  |                 |                 |                     |                     |                     |                     |                     |                     |                         |                         |                                |                                |                                |                                |                                |                                |                  |                  |                  |                  |                  |                  |  |  |  |  |  |  |  |  |  |  |
|  |  |                    |                    |                    |                    |                    |                    |  |  |              |              |              |              |                    |                    |                    |                    |                    |                    |                 |                 |                  |                  |                  |                  |                      |                      |                      |                      |                      |                      |                           |                           |                           |                           |                           |                           |                      |                      |                                 |                                 |                                 |                                 |                                 |                                 |  |  |                            |                            |                            |                            |                            |                            |               |               |                |                |                    |                    |                    |                    |                    |                    |                 |                 |                 |                 |                 |                 |                |                |  |  |                 |                 |                     |                     |                     |                     |                     |                     |                         |                         |                                |                                |                                |                                |                                |                                |                  |                  |                  |                  |                  |                  |  |  |  |  |  |  |  |  |  |  |
|  |  | Jan Vetulani       | Jan Vetulani       | Jan Vetulani       | Jan Vetulani       | Jan Vetulani       | Jan Vetulani       |  |  | Matylda Pisz | Matylda Pisz | Matylda Pisz | Matylda Pisz | Matylda Pisz       | Matylda Pisz       |                    |                    |                    |                    |                 |                 | Roman Vetulani   | Roman Vetulani   | Roman Vetulani   | Roman Vetulani   | Roman Vetulani       | Roman Vetulani       |                      |                      |                      |                      |                           |                           | Elżbieta Kunachowicz      | Elżbieta Kunachowicz      | Elżbieta Kunachowicz      | Elżbieta Kunachowicz      | Elżbieta Kunachowicz | Elżbieta Kunachowicz |                                 |                                 |                                 |                                 |                                 |                                 |  |  |                            |                            |                            |                            |                            |                            |               |               |                |                | Franciszek Latinik | Franciszek Latinik | Franciszek Latinik | Franciszek Latinik | Franciszek Latinik | Franciszek Latinik |                 |                 |                 |                 |                 |                 |                |                |  |  |                 |                 | Franciszek Vetulani | Franciszek Vetulani | Franciszek Vetulani | Franciszek Vetulani | Franciszek Vetulani | Franciszek Vetulani |                         |                         | Katarzyna Ipohorska-Lenkiewicz | Katarzyna Ipohorska-Lenkiewicz | Katarzyna Ipohorska-Lenkiewicz | Katarzyna Ipohorska-Lenkiewicz | Katarzyna Ipohorska-Lenkiewicz | Katarzyna Ipohorska-Lenkiewicz |                  |                  |                  |                  |                  |                  |  |  |  |  |  |  |  |  |  |  |
|  |  | Jan Vetulani       | Jan Vetulani       | Jan Vetulani       | Jan Vetulani       | Jan Vetulani       | Jan Vetulani       |  |  | Matylda Pisz | Matylda Pisz | Matylda Pisz | Matylda Pisz | Matylda Pisz       | Matylda Pisz       |                    |                    |                    |                    |                 |                 | Roman Vetulani   | Roman Vetulani   | Roman Vetulani   | Roman Vetulani   | Roman Vetulani       | Roman Vetulani       |                      |                      |                      |                      |                           |                           | Elżbieta Kunachowicz      | Elżbieta Kunachowicz      | Elżbieta Kunachowicz      | Elżbieta Kunachowicz      | Elżbieta Kunachowicz | Elżbieta Kunachowicz |                                 |                                 |                                 |                                 |                                 |                                 |  |  |                            |                            |                            |                            |                            |                            |               |               |                |                | Franciszek Latinik | Franciszek Latinik | Franciszek Latinik | Franciszek Latinik | Franciszek Latinik | Franciszek Latinik |                 |                 |                 |                 |                 |                 |                |                |  |  |                 |                 | Franciszek Vetulani | Franciszek Vetulani | Franciszek Vetulani | Franciszek Vetulani | Franciszek Vetulani | Franciszek Vetulani |                         |                         | Katarzyna Ipohorska-Lenkiewicz | Katarzyna Ipohorska-Lenkiewicz | Katarzyna Ipohorska-Lenkiewicz | Katarzyna Ipohorska-Lenkiewicz | Katarzyna Ipohorska-Lenkiewicz | Katarzyna Ipohorska-Lenkiewicz |                  |                  |                  |                  |                  |                  |  |  |  |  |  |  |  |  |  |  |
|  |  |                    |                    |                    |                    |                    |                    |  |  |              |              |              |              |                    |                    |                    |                    |                    |                    |                 |                 |                  |                  |                  |                  |                      |                      |                      |                      |                      |                      |                           |                           |                           |                           |                           |                           |                      |                      |                                 |                                 |                                 |                                 |                                 |                                 |  |  |                            |                            |                            |                            |                            |                            |               |               |                |                |                    |                    |                    |                    |                    |                    |                 |                 |                 |                 |                 |                 |                |                |  |  |                 |                 |                     |                     |                     |                     |                     |                     |                         |                         |                                |                                |                                |                                |                                |                                |                  |                  |                  |                  |                  |                  |  |  |  |  |  |  |  |  |  |  |
|  |  |                    |                    |                    |                    |                    |                    |  |  |              |              |              |              |                    |                    |                    |                    |                    |                    |                 |                 |                  |                  |                  |                  |                      |                      |                      |                      |                      |                      |                           |                           |                           |                           |                           |                           |                      |                      |                                 |                                 |                                 |                                 |                                 |                                 |  |  |                            |                            |                            |                            |                            |                            |               |               |                |                |                    |                    |                    |                    |                    |                    |                 |                 |                 |                 |                 |                 |                |                |  |  |                 |                 |                     |                     |                     |                     |                     |                     |                         |                         |                                |                                |                                |                                |                                |                                |                  |                  |                  |                  |                  |                  |  |  |  |  |  |  |  |  |  |  |
|  |  | Eugeniusz Vetulani | Eugeniusz Vetulani | Eugeniusz Vetulani | Eugeniusz Vetulani | Eugeniusz Vetulani | Eugeniusz Vetulani |  |  |              |              |              |              | Kazimierz Vetulani | Kazimierz Vetulani | Kazimierz Vetulani | Kazimierz Vetulani | Kazimierz Vetulani | Kazimierz Vetulani |                 |                 | Zygmunt Vetulani | Zygmunt Vetulani | Zygmunt Vetulani | Zygmunt Vetulani | Zygmunt Vetulani     | Zygmunt Vetulani     |                      |                      | Tadeusz Vetulani     | Tadeusz Vetulani     | Tadeusz Vetulani          | Tadeusz Vetulani          | Tadeusz Vetulani          | Tadeusz Vetulani          |                           |                           | Maria Godlewska      | Maria Godlewska      | Maria Godlewska                 | Maria Godlewska                 | Maria Godlewska                 | Maria Godlewska                 |                                 |                                 |  |  |                            |                            | Adam Vetulani              | Adam Vetulani              | Adam Vetulani              | Adam Vetulani              | Adam Vetulani | Adam Vetulani |                |                | Irena Latinik      | Irena Latinik      | Irena Latinik      | Irena Latinik      | Irena Latinik      | Irena Latinik      |                 |                 | Zofia Vetulani  | Zofia Vetulani  | Zofia Vetulani  | Zofia Vetulani  | Zofia Vetulani | Zofia Vetulani |  |  | Bohdan de Nisau | Bohdan de Nisau | Bohdan de Nisau     | Bohdan de Nisau     | Bohdan de Nisau     | Bohdan de Nisau     |                     |                     | Maria Vetulani de Nisau | Maria Vetulani de Nisau | Maria Vetulani de Nisau        | Maria Vetulani de Nisau        | Maria Vetulani de Nisau        | Maria Vetulani de Nisau        |                                |                                | Cecylia Vetulani | Cecylia Vetulani | Cecylia Vetulani | Cecylia Vetulani | Cecylia Vetulani | Cecylia Vetulani |  |  |  |  |  |  |  |  |  |  |
|  |  | Eugeniusz Vetulani | Eugeniusz Vetulani | Eugeniusz Vetulani | Eugeniusz Vetulani | Eugeniusz Vetulani | Eugeniusz Vetulani |  |  |              |              |              |              | Kazimierz Vetulani | Kazimierz Vetulani | Kazimierz Vetulani | Kazimierz Vetulani | Kazimierz Vetulani | Kazimierz Vetulani |                 |                 | Zygmunt Vetulani | Zygmunt Vetulani | Zygmunt Vetulani | Zygmunt Vetulani | Zygmunt Vetulani     | Zygmunt Vetulani     |                      |                      | Tadeusz Vetulani     | Tadeusz Vetulani     | Tadeusz Vetulani          | Tadeusz Vetulani          | Tadeusz Vetulani          | Tadeusz Vetulani          |                           |                           | Maria Godlewska      | Maria Godlewska      | Maria Godlewska                 | Maria Godlewska                 | Maria Godlewska                 | Maria Godlewska                 |                                 |                                 |  |  |                            |                            | Adam Vetulani              | Adam Vetulani              | Adam Vetulani              | Adam Vetulani              | Adam Vetulani | Adam Vetulani |                |                | Irena Latinik      | Irena Latinik      | Irena Latinik      | Irena Latinik      | Irena Latinik      | Irena Latinik      |                 |                 | Zofia Vetulani  | Zofia Vetulani  | Zofia Vetulani  | Zofia Vetulani  | Zofia Vetulani | Zofia Vetulani |  |  | Bohdan de Nisau | Bohdan de Nisau | Bohdan de Nisau     | Bohdan de Nisau     | Bohdan de Nisau     | Bohdan de Nisau     |                     |                     | Maria Vetulani de Nisau | Maria Vetulani de Nisau | Maria Vetulani de Nisau        | Maria Vetulani de Nisau        | Maria Vetulani de Nisau        | Maria Vetulani de Nisau        |                                |                                | Cecylia Vetulani | Cecylia Vetulani | Cecylia Vetulani | Cecylia Vetulani | Cecylia Vetulani | Cecylia Vetulani |  |  |  |  |  |  |  |  |  |  |
|  |  |                    |                    |                    |                    |                    |                    |  |  |              |              |              |              |                    |                    |                    |                    |                    |                    |                 |                 |                  |                  |                  |                  |                      |                      |                      |                      |                      |                      |                           |                           |                           |                           |                           |                           |                      |                      |                                 |                                 |                                 |                                 |                                 |                                 |  |  |                            |                            |                            |                            |                            |                            |               |               |                |                |                    |                    |                    |                    |                    |                    |                 |                 |                 |                 |                 |                 |                |                |  |  |                 |                 |                     |                     |                     |                     |                     |                     |                         |                         |                                |                                |                                |                                |                                |                                |                  |                  |                  |                  |                  |                  |  |  |  |  |  |  |  |  |  |  |
|  |  | Armand Vetulani    | Armand Vetulani    | Armand Vetulani    | Armand Vetulani    | Armand Vetulani    | Armand Vetulani    |  |  |              |              |              |              |                    |                    |                    |                    |                    |                    |                 |                 | Wanda Vetulani   | Wanda Vetulani   | Wanda Vetulani   | Wanda Vetulani   | Wanda Vetulani       | Wanda Vetulani       |                      |                      |                      |                      | Zygmunt Vetulani          | Zygmunt Vetulani          | Zygmunt Vetulani          | Zygmunt Vetulani          | Zygmunt Vetulani          | Zygmunt Vetulani          |                      |                      | Grażyna Małgorzata Świerczyńska | Grażyna Małgorzata Świerczyńska | Grażyna Małgorzata Świerczyńska | Grażyna Małgorzata Świerczyńska | Grażyna Małgorzata Świerczyńska | Grażyna Małgorzata Świerczyńska |  |  | Krystyna Vetulani-Belfoure | Krystyna Vetulani-Belfoure | Krystyna Vetulani-Belfoure | Krystyna Vetulani-Belfoure | Krystyna Vetulani-Belfoure | Krystyna Vetulani-Belfoure |               |               | Jerzy Vetulani | Jerzy Vetulani | Jerzy Vetulani     | Jerzy Vetulani     | Jerzy Vetulani     | Jerzy Vetulani     |                    |                    | Maria Pająk     | Maria Pająk     | Maria Pająk     | Maria Pająk     | Maria Pająk     | Maria Pająk     |                |                |  |  |                 |                 |                     |                     | Witold de Nisau     | Witold de Nisau     | Witold de Nisau     | Witold de Nisau     | Witold de Nisau         | Witold de Nisau         |                                |                                |                                |                                |                                |                                |                  |                  |                  |                  |                  |                  |  |  |  |  |  |  |  |  |  |  |
|  |  | Armand Vetulani    | Armand Vetulani    | Armand Vetulani    | Armand Vetulani    | Armand Vetulani    | Armand Vetulani    |  |  |              |              |              |              |                    |                    |                    |                    |                    |                    |                 |                 | Wanda Vetulani   | Wanda Vetulani   | Wanda Vetulani   | Wanda Vetulani   | Wanda Vetulani       | Wanda Vetulani       |                      |                      |                      |                      | Zygmunt Vetulani          | Zygmunt Vetulani          | Zygmunt Vetulani          | Zygmunt Vetulani          | Zygmunt Vetulani          | Zygmunt Vetulani          |                      |                      | Grażyna Małgorzata Świerczyńska | Grażyna Małgorzata Świerczyńska | Grażyna Małgorzata Świerczyńska | Grażyna Małgorzata Świerczyńska | Grażyna Małgorzata Świerczyńska | Grażyna Małgorzata Świerczyńska |  |  | Krystyna Vetulani-Belfoure | Krystyna Vetulani-Belfoure | Krystyna Vetulani-Belfoure | Krystyna Vetulani-Belfoure | Krystyna Vetulani-Belfoure | Krystyna Vetulani-Belfoure |               |               | Jerzy Vetulani | Jerzy Vetulani | Jerzy Vetulani     | Jerzy Vetulani     | Jerzy Vetulani     | Jerzy Vetulani     |                    |                    | Maria Pająk     | Maria Pająk     | Maria Pająk     | Maria Pająk     | Maria Pająk     | Maria Pająk     |                |                |  |  |                 |                 |                     |                     | Witold de Nisau     | Witold de Nisau     | Witold de Nisau     | Witold de Nisau     | Witold de Nisau         | Witold de Nisau         |                                |                                |                                |                                |                                |                                |                  |                  |                  |                  |                  |                  |  |  |  |  |  |  |  |  |  |  |
|  |  |                    |                    |                    |                    |                    |                    |  |  |              |              |              |              |                    |                    |                    |                    |                    |                    |                 |                 |                  |                  |                  |                  |                      |                      |                      |                      |                      |                      |                           |                           |                           |                           |                           |                           |                      |                      |                                 |                                 |                                 |                                 |                                 |                                 |  |  |                            |                            |                            |                            |                            |                            |               |               |                |                |                    |                    |                    |                    |                    |                    |                 |                 |                 |                 |                 |                 |                |                |  |  |                 |                 |                     |                     |                     |                     |                     |                     |                         |                         |                                |                                |                                |                                |                                |                                |                  |                  |                  |                  |                  |                  |  |  |  |  |  |  |  |  |  |  |
|  |  |                    |                    |                    |                    |                    |                    |  |  |              |              |              |              |                    |                    |                    |                    |                    |                    |                 |                 |                  |                  |                  |                  |                      |                      |                      |                      |                      |                      |                           |                           |                           |                           |                           |                           |                      |                      |                                 |                                 |                                 |                                 |                                 |                                 |  |  |                            |                            |                            |                            |                            |                            |               |               |                |                |                    |                    |                    |                    |                    |                    |                 |                 |                 |                 |                 |                 |                |                |  |  |                 |                 |                     |                     |                     |                     |                     |                     |                         |                         |                                |                                |                                |                                |                                |                                |                  |                  |                  |                  |                  |                  |  |  |  |  |  |  |  |  |  |  |
|  |  |                    |                    |                    |                    |                    |                    |  |  |              |              |              |              |                    |                    |                    |                    |                    |                    |                 |                 |                  |                  |                  |                  |                      |                      |                      |                      |                      |                      | Agnieszka Vetulani-Cęgiel | Agnieszka Vetulani-Cęgiel | Agnieszka Vetulani-Cęgiel | Agnieszka Vetulani-Cęgiel | Agnieszka Vetulani-Cęgiel | Agnieszka Vetulani-Cęgiel |                      |                      | Maria Vetulani                  | Maria Vetulani                  | Maria Vetulani                  | Maria Vetulani                  | Maria Vetulani                  | Maria Vetulani                  |  |  | Charles Belfoure           | Charles Belfoure           | Charles Belfoure           | Charles Belfoure           | Charles Belfoure           | Charles Belfoure           |               |               | Marek Vetulani | Marek Vetulani | Marek Vetulani     | Marek Vetulani     | Marek Vetulani     | Marek Vetulani     |                    |                    | Tomasz Vetulani | Tomasz Vetulani | Tomasz Vetulani | Tomasz Vetulani | Tomasz Vetulani | Tomasz Vetulani |                |                |  |  |                 |                 |                     |                     |                     |                     |                     |                     |                         |                         |                                |                                |                                |                                |                                |                                |                  |                  |                  |                  |                  |                  |  |  |  |  |  |  |  |  |  |  |

|- 
|}